# جيمس كارني
جيمس كارني (بالإنجليزية: James Carney)‏ هو لغوي أيرلندي، ولد في 17 مايو 1914، وتوفي في 7 يوليو 1989.